# Chiesa evangelica

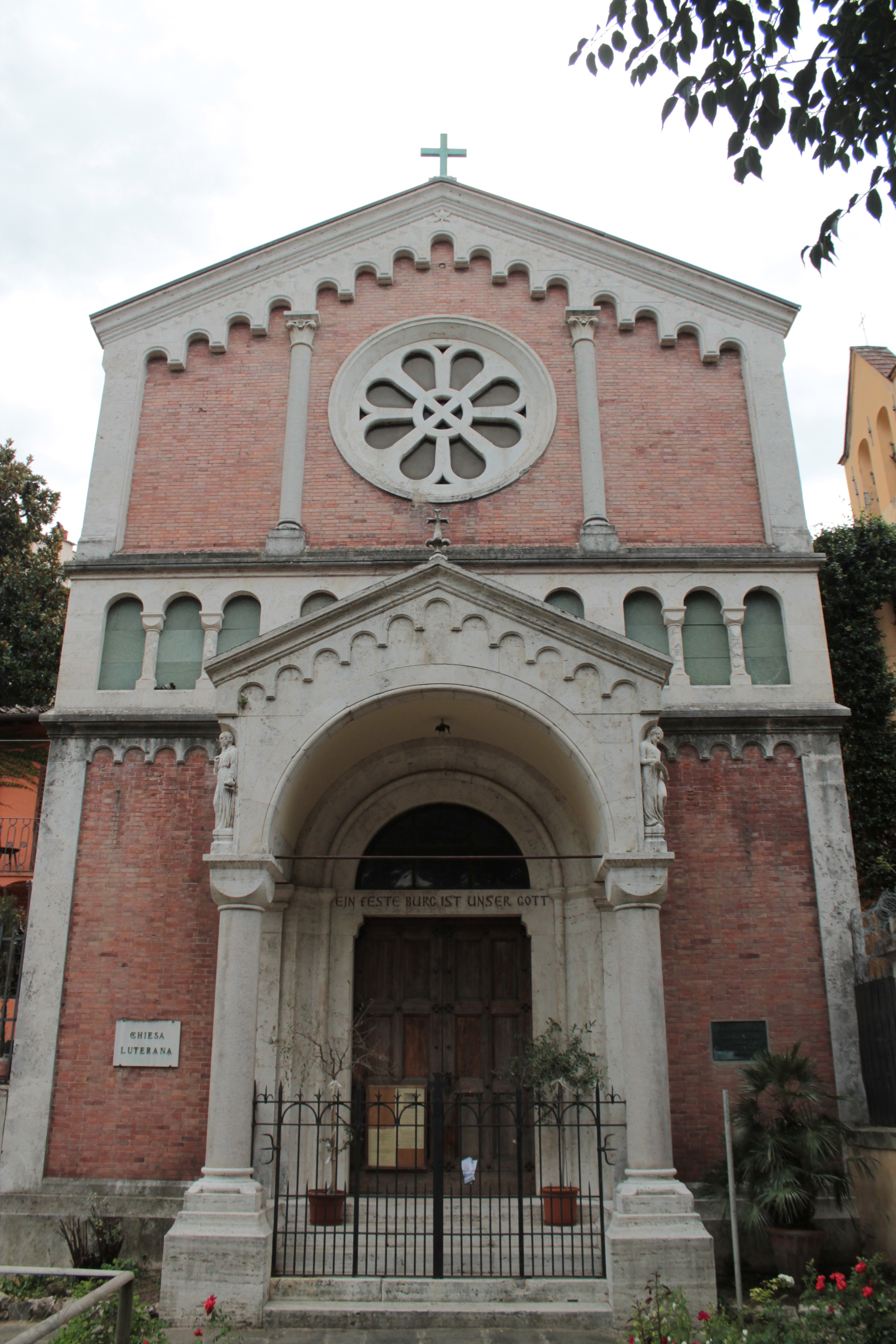
Chiesa Evangelica Luterana a Firenze.

Chiesa evangelica è un termine generico usato dalle Chiese protestanti storiche (luterane e riformate) per definire il proprio riconoscimento esclusivo dell'autorità della Bibbia, e in particolare dei libri del Nuovo Testamento, espresso dal principio Sola Scriptura.

## Definizione
Nasce come forma di autodefinizione da parte delle chiese che hanno aderito alla Riforma protestante. Il termine "protestante" fa riferimento alla protesta dei principi e delle città che seguivano la dottrina di Lutero. Tale protesta prese corpo nella seconda Dieta di Spira contro la decisione di proibire qualunque riforma nelle istituzioni ecclesiastiche e, quindi, coglie le implicazioni storiche e culturali dal movimento evangelico. A fronte del termine "protestante", il termine "evangelico" definisce un tratto teologico caratteristico comune a tali Chiese. Di conseguenza, esistono Chiese che si definiscono "evangeliche" senza però riconoscere alcun legame con le chiese protestanti storiche: se il protestantesimo è evangelico per eccellenza, ci sono tuttavia Chiese evangeliche non protestanti.
Il termine "evangelico" si riferisce al Vangelo (In latino evangelium, in greco: εὐαγγέλιον, euangélion, che significa "buona notizia"), inteso come dottrina di Gesù e degli apostoli tramandata nel Nuovo Testamento. Esso fu utilizzato consapevolmente per marcare la centralità della rivelazione contenuta nel testo biblico, in contrapposizione alla dottrina della Chiesa cattolica che ritiene che il punto di riferimento teologico e dottrinale del credente debba essere, accanto alla Bibbia, anche la tradizione.
Seppur comprenda anche la corrente in seno al secondo Protestantesimo denominata Evangelicalismo o Evangelicismo (la cui denominazione proviene dal termine inglese evangelical), che indica un insieme di movimenti e denominazioni cristiane di origine protestante nato nei paesi anglosassoni nel XVIII secolo., il senso del termine "evangelica" deve essere tenuto distinto.

## Dottrina

### Principi
Il denominatore comune delle Chiese evangeliche è costituito dai Cinque sola della Riforma:
- Sola fide: solo attraverso la fede l'uomo viene giustificato, non dalle buone opere « poiché riteniamo che l'uomo è giustificato mediante la fede senza le opere della legge »  ( Romani 3,28, su laparola.net.)
- Sola gratia – solo attraverso la Grazia di Dio l'Uomo viene salvato.
- Solus Christus – solo Cristo è il Salvatore dei credenti, Cristo è il capo della Chiesa e unico mediatore tra Dio e l'Umanità.
- Sola scriptura –  le (Sacre) Scritture stanno alla base della fede cristiana.
- Soli Deo Gloria - Poiché Dio ci ama in quanto suoi figli, noi figli dobbiamo amarlo in quanto nostro Padre e dargli gloria in quanto nostro Creatore: l'uomo è stato creato per questo.

### Culto
Le Chiese evangeliche non hanno il culto dei santi e neppure quello di Maria, la Madre di Gesù (alla quale la Chiesa cattolica tributa un culto di "iperdulìa"), in quanto ritenuti in contrasto con il secondo comandamento riportato nel capitolo 20 del libro dell'Esodo.  Anche nella Chiesa anglicana, in cui è presente una forma attenuata di devozione ai santi e a Maria, essi vengono considerati come modelli da imitare, ma non ovunque viene reso loro il culto o la preghiera. È da notare che nelle Chiese evangeliche il termine "santo" è riferito, come insegna il Nuovo Testamento ed è ripreso nel Credo, a tutti i credenti.
Una certa divergenza si riscontra per quanto riguarda le festività natalizie e per quelle pasquali, in quanto alcune Chiese usano festeggiarle e altre no. Ciò viene stabilito in funzione dei lineamenti dottrinali tipici di ciascuna Chiesa cristiana evangelica.

## Episodi di intolleranza religiosa in Italia nel secondo dopoguerra
Nel 1955 la salma di una bambina fu seppellita a Trani fuori dal normale recinto del cimitero.
Nel 1958 la Prefettura di Torino vietò visite ai carcerati da parte dei ministri di culto e in alcuni casi fu sospesa la corrispondenza ai detenuti che avevano fatto istanza di un ministro.

## Chiese evangeliche

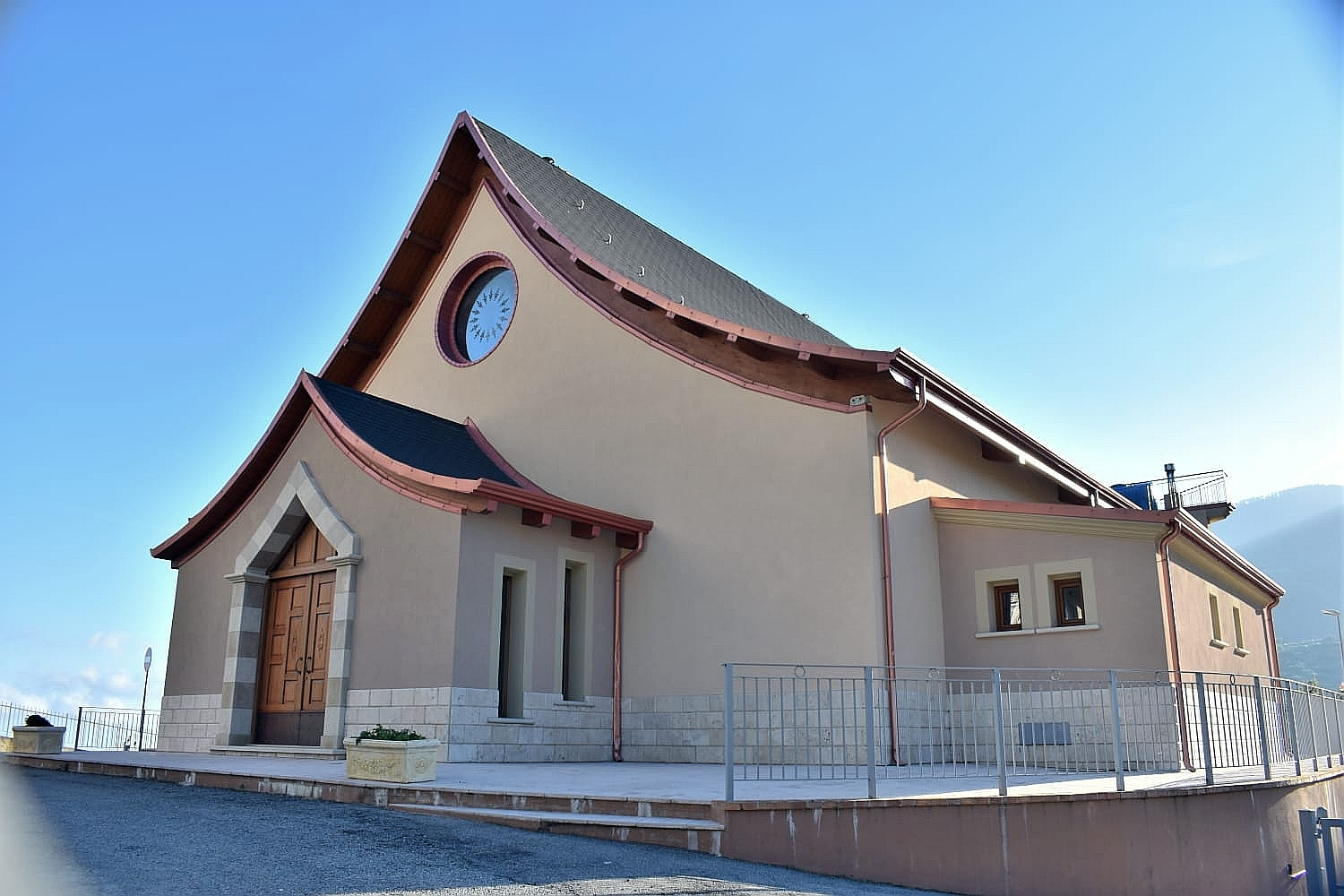
Il tempio Fonte di Grazia a Mesoraca (KR).

### Europa
- Chiese evangeliche d'Europa, Confederazione generale di tutte le Chiese riformate in Europa

### Germania
- Chiesa evangelica in Germania (Evangelische Kirche in Deutschland, EKD), associazione di tutte le chiese luterane, riformate e unite nazionali in Germania
  - Chiese evangelico-luterane della Germania (Vereinigte Evangelisch-Lutherische Kirche Deutschlands, VELKD), associazione di tutte la chiese nazionali evangelico-luterane dell'EKD
  - Unione delle Chiese evangeliche (Union Evangelischer Kirchen, UEK): Associazione delle Chiese unite e riformate dell'EKD
- Unione delle Chiese Evangelico-riformate della Germania (Bund Evangelisch-reformierter Kirchen Deutschlands)
- Chiese evangeliche-anticoriformate in Bassa Sassonia (Evangelisch-altreformierte Kirche in Niedersachsen)
- Chiesa evangelico-luterana indipendente (Selbständige Evangelisch-Lutherische Kirche, SELK)
- Chiesa evangelico-metodista (Evangelisch-methodistische Kirche, EmK)
- Unione delle comunità delle Chiese libere evangeliche (Bund Evangelisch-Freikirchlicher Gemeinden, battisti e "Movimento dei fratelli",[6] BEFG)
- Unione delle libere comunità evangeliche in Germania (Bund Freier evangelischer Gemeinden in Deutschland, BFeG)

### Francia
- Fédération protestante de France (Federazione protestante di Francia), che riunisce 28 tra le principali Chiese o unioni di Chiese di Francia, tra cui:
  - Église protestante unie de France (Chiesa protestante unita di Francia), creata nel 2013, in seguito ad un processo iniziato nel 2007, dalla fusione dell'Église réformée de France (Chiesa riformata di Francia) con l'Église évangélique luthérienne de France (Chiesa evangelica luterana di Francia). Riunisce la maggior parte delle Chiese riformate e luterane di Francia.

### Austria
- Chiesa Evangelica Austriaca A.u.H.B. (Evangelische Kirche A.u.H.B.[7] in Österreich), associazione delle Chiese luterane e riformate in Austria
  - Chiesa evangelica di "Confessione Augustana" in Austria (Evangelische Kirche A.B. in Österreich[7]);
  - Chiesa evangelica di "Confessione elvetica" in Austria (Evangelische Kirche H.B. in Österreich).[7]

### Etiopia
- Chiesa Evangelica Etiope Mekane Yesus

### Namibia
- Chiesa tedesca Evangelico-luterana in Namibia (Deutsche Evangelisch-Lutherische Kirche in Namibia DELK)
- Chiesa evangelico-luterana in Namibia (Evangelisch-Lutherische Kirche in Namibia ELCIN)
- Chiesa evangelico-luterana nella Repubblica di Namibia (Evangelisch-Lutherische Kirche in der Republik Namibia ELCRN)

### Svizzera
- Chiesa evangelica riformata in Svizzera, associazione di tutte le Chiese riformate cantonali e metodiste in Svizzera.

### Italia
- Federazione delle Chiese evangeliche in Italia
  - Chiesa evangelica valdese
  - Chiesa evangelica luterana in Italia

### Germania
in lingua tedesca:
- EMK Chiesa evangelica metodista, su emk.de.
- EKD Chiesa evangelica in Germania, su ekd.de.
- SELK Chiese indipendenti evangeliche luterane, su selk.de.
- UEK Unione delle Chiese evangeliche, su uek-online.de.
- Typisch evangelisch - Informazioni sulle chiese evangeliche, su evangelisch-net.de.

### Austria
- Chiese evangeliche in Austria, su evang.at.

### Italia
- FCEI Federazione delle Chiese evangeliche in Italia, su fedevangelica.it. URL consultato il 15 giugno 2008 (archiviato dall'url originale il 15 giugno 2008).

### Svizzera
- Il portale delle Chiese riformate svizzere, su ref.ch.
- SEK/FEPS Federazione delle Chiese protestanti della Svizzera, su sek-feps.ch.

| Controllo di autorità | Thesaurus BNCF 15319 · GND (DE) 4015833-0 |